# ニューラルグループ
ニューラルグループ株式会社は、日本のソリューションプロバイダ企業。独自開発のAIアルゴリズムによる画像・動画解析と端末処理技術を軸に事業を展開している。技術分野として、独自の深層学習技術のライブラリを開発し、人工知能エンジニアリング事業に活用している。

## 沿革
- 2018年1月22日 - 東京都千代田区麹町にファッションポケット株式会社を設立。マッキンゼー・アンド・カンパニー出身の重松路威氏が創業し、代表取締役就任。[2][3]
- 2018年3月 - 東京都千代田区霞が関に本社移転。
- 2018年11月 - 東京都千代田区有楽町の東京ミッドタウン日比谷に本社移転。
- 2019年3月5日 - ニューラルポケット株式会社に商号変更。[4]
- 2020年8月20日 - 東証マザーズに株式上場。[5]
- 2021年11月1日 - マンションサイネージの株式会社フォーカスチャネルを完全子会社化[6]
- 2022年2月21日 - 株式会社ネットテンの完全子会社化[7]
- 2022年11月4日 - タイ支社設立[8]
- 2023年2月10日 - 『ニューラルグループ株式会社』への商号変更を公表（6月1日効力発生予定）[9]
- 2023年4月26日 - ソニー株式会社との資本業務提携を発表[10]
- 2023年6月1日 - ニューラルグループ株式会社に商号変更[11]
- 2023年12月22日 - 一般社団法人共同通信社との資本業務提携契約を発表[12]
- 2023年12月22日 - クロスプラスを割当先とする第三者割当増資を発表[13]

## サービス
- デジフロー - 人流の画像認識[14]
- デジパーク - 駐車場の利用状況の画像認識[15]
- デジスルー - ナンバープレートの画像認識
- SIGN DIGI - AIカメラを内蔵するデジタルサイネージ
- リモデスク - リモートワーク管理システム
- AIMD - ファッショントレンド分析

## 参照
1. ↑  支配株主等に関する事項
2. ↑  会社概要　｜　ニューラルポケット株式会社 Neural Pocket Inc.
3. ↑  重松 路威　｜　会社概要　｜　ニューラルポケット株式会社 Neural Pocket Inc.
4. ↑  ファッションポケットが6億円のシリーズB資金調達を実施。調達総額は11億円に。ファッションAIを超えた総合AI企業への飛躍を受け、社名を「ニューラルポケット」へ。｜ニューラルポケット株式会社のプレスリリース
5. ↑  東京証券取引所マザーズへの上場に伴う当社決算情報等のお知らせ
6. ↑  “ニューラルポケット、電子看板新興を買収”. 日本経済新聞 (2021年10月22日). 2023年2月15日閲覧。
7. ↑  “ニューラルポケット、電子看板会社を買収”. 日本経済新聞 (2022年2月21日). 2022年9月6日閲覧。
8. ↑  “ニューラルポケットがタイ進出 人流や交通量をAI解析”. 日本経済新聞 (2022年11月11日). 2023年2月15日閲覧。
9. ↑  “ニューラルポケット[4056：商号の変更に関するお知らせ 2023年2月10日(適時開示) ：日経会社情報DIGITAL：日本経済新聞]”. 日本経済新聞 電子版. 2023年2月15日閲覧。
10. ↑  “ニューラルポケット、ソニーと資本提携 - 日本経済新聞”. www.nikkei.com. 2023年5月7日閲覧。
11. ↑  “サービス ｜ ニューラルグループ株式会社 Neural Group Inc.” (jp). ニューラルグループ株式会社 Neural Group Inc.. 2023年6月2日閲覧。
12. ↑  The Reference Collection of Annual Meeting 2005.8 (0):  451–452. (2005). doi:10.1299/jsmemecjsm.2005.8.0_451. ISSN 2433-1333. http://dx.doi.org/10.1299/jsmemecjsm.2005.8.0_451.
13. ↑  “ニューラルG(4056)第三者割当増資”. 日本経済新聞 (2023年12月22日). 2024年1月11日閲覧。
14. ↑  People Flow　人流・防犯　｜　サービス　｜　ニューラルポケット株式会社 Neural Pocket Inc.
15. ↑  Parking and Mobility　駐車場・モビリティ　｜　サービス　｜　ニューラルポケット株式会社 Neural Pocket Inc.